# Мозер, Фридрих Карл фон
Фридрих Карл фон Мозер-Фильзек (нем. Freiherr Friedrich Karl von Moser-Filseck; 18 декабря 1723, Штутгарт, Герцогство Вюртемберг — 11 ноября 1798 или 10 ноября 1798, Людвигсбург, Герцогство Вюртемберг) — немецкий писатель, публицист, политик.
Сын знаменитого юриста Иоганна Якоба Мозера. Издавал журналы «Patriotisches Archiv» (1784—90) и «Neues patrioitisches Archiv» (1792—94), в которых напечатано множество актов и писем по истории Тридцатилетней войны и короля Швеции Густава II Адольфа. Управляя делами вдовствующей ландграфини Гессен-Гомбургской, он с энергией и бескорыстием стремился к упорядочению финансового положения страны. В своей литературной деятельности он постоянно стоял за права и интересы подданных, ратовал за свободу совести и независимый от администрации суд. Наиболее популярный его труд — «Der Herr und der Diener» (1755; русский перевод Я. Козельского — «Государь и министр», СПб., 1766), где он поясняет обязанности администратора и предъявляет к нему высокие нравственные требования. В его труде «Gesammelte moralische und politische Schriften» («Избранные моралистические и политические заметки», Франкфурт, 1763—61) собрана часть его многочисленных мелких статей и заметок правового и публицистического характера. Блунчли превозносит умелую наблюдательность Мозера, свободомыслие и откровенность его политических трактатов, отмечая, вместе с тем, полную незатронутость его демократическими идеями конца XVIII в. Автобиография Мозера — «Gedanken und Erfahrungen eines alten Fürstendieners» («Мысли и опыт старого княжеского слуги», 1794).

## Публикации
- Teutsche Hofrecht (1754).
- Der Christ in der Freundschaft (1754).
- Der Herr und der Diener, geschildert mit patriotischer Freiheit (1759).
- Der Hof in Fabeln (1761).
- Die Ministerschule (1762).
- Daniel in der Löwen-Grube (1763). Translated into French by Antoine Gilbert Griffet de Labaume in 1787.
- Geistliche Gedichte (1763).
- Gesammelte Moralische und Politische Schriften (1763).
- Von dem Deutschen Nationalgeist (1765).
- Patriotische Briefe (1767).
- Necker (1782).
- Über Regenten, Regierung und Ministers (1784).
- Über den Diensthandel Deutscher Fürsten (1786).
- Über die Regierung der Geistlichen Staaten in Deutschland (1787).
- Politische Wahrheiten (1796).
- Actenmäßige Geschichte der Waldenser (1798).